# Sibirischer Hundszahn
Der Sibirische Hundszahn (Erythronium sibiricum) ist eine Art aus der Familie der Liliengewächse (Liliaceae).

## Merkmale
Der Sibirische Hundszahn ist eine ausdauernde, krautige Zwiebelpflanze, die Wuchshöhen von 16 bis 20 Zentimeter erreicht. Die Zwiebel misst 3 bis 4 Zentimeter × 6 bis 8 Millimeter. An ihrer Basis befinden sich oft mehrere Tochterzwiebeln. Die Blattspreite misst 7 bis 10 × 1 bis 2,5 Zentimeter und ist lanzettlich bis fast länglich und kahl. Ihre Basis ist keilförmig, die Spitze spitz. Der Blattstiel ist 1,5 bis 2,5 Millimeter lang. Die Blüten sind einzeln und befinden sich an langen Blütenstielen. Die Perigonblätter sind 25 bis 70 Millimeter lang und rosalila oder manchmal auch weiß oder gelblich gefärbt. Die Staubbeutel sind vermutlich gelb. Die Staubfäden sind in der Mitte auf 1,5 Millimeter verbreitert.
Die Chromosomenzahl beträgt 2n = 24.

## Vorkommen
Der Sibirische Hundszahn kommt in West- und Zentral-Sibirien, in Nordost-Kasachstan und in Nord-Xinjiang im Altai und Sajan vor. Die Art wächst auf subalpinen Wiesen und in Gebüschen in Höhenlagen von 1100 bis 2500 Meter.

## Systematik
Die Art wurde 1841 von Friedrich von Fischer und Carl Anton von Meyer als Erythronium dens-canis var. sibiricum erstbeschrieben. 1929 verlieh Porphyry Nikitic Krylov ihr Artstatus.

## Nutzung
Der Sibirische Hundszahn wird selten als Zierpflanze für Gehölzränder, Steingärten und trockene Rasen genutzt.